# Liste der Monuments historiques im Département Alpes-Maritimes
Die Liste der Monuments historiques im Département Alpes-Maritimes ist die Liste der in der base Mérimée des französischen Kulturministeriums verzeichneten historischen Denkmäler, mit Ausnahme der in den Städten Nizza, Grasse, Cannes und Antibes, die in der Liste der Monuments historiques in Nizza, der Liste der Monuments historiques in Grasse, der Liste der Monuments historiques in Cannes und der Liste der Monuments historiques in Antibes stehen.

## Statistik
Zum 31. Dezember 2011 gab es im Département Alpes-Maritimes 381 als Monument historique geschützte Bauwerke. 151 davon waren zumindest teilweise classée; die 230 anderen sind inscrit.
70 dieser Bauten (= 18 %) entfallen auf Nizza, 25 (= 6 %) auf Grasse und vier befinden sich auf der Grenze von zwei Gemeinden: der Aqueduc de Clausonnes (Antibes und Valbonne), die Domaine des Trois Moulins de la Valmasque (Valbonne und Vallauris), das observatoire du Montgros (Nizza und La Trinité) und der Siphon de Saint-Blaise (La Roquette-sur-Var und Saint-Blaise). 
Die nachfolgende Grafik verdeutlicht die Häufigkeit der Unterschutzstellung nach Jahrzehnt:

## Liste
| Bezeichnung                                                                | Beschreibung | Gemeinde                 | Standort                                                                                     | Kennzeichnung                                    | Schutzstatus                                     | Datum                                            | Bild                                             |                                                  |
| -------------------------------------------------------------------------- | ------------ | ------------------------ | -------------------------------------------------------------------------------------------- | ------------------------------------------------ | ------------------------------------------------ | ------------------------------------------------ | ------------------------------------------------ | ------------------------------------------------ |
| Castellaras de Thorenc                                                     |              | Andon                    | Castellaras (Lage)                                                                           | PA00080961                                       | Inscrit                                          | 1991                                             |                                                  |                                                  |
|                                                                            |              | Antibes                  | siehe Liste der Monuments historiques in Antibes                                             | siehe Liste der Monuments historiques in Antibes | siehe Liste der Monuments historiques in Antibes | siehe Liste der Monuments historiques in Antibes | siehe Liste der Monuments historiques in Antibes | siehe Liste der Monuments historiques in Antibes |
| Église Saint-Jacques-le-Majeur                                             |              | Le Bar-sur-Loup          | (Lage)                                                                                       | PA00080661                                       | Inscrit                                          | 1940                                             |                                                  |                                                  |
| Villa Kérylos                                                              |              | Beaulieu-sur-Mer         | (Lage)                                                                                       | PA00080664                                       | Classé                                           | 1966                                             |                                                  |                                                  |
| Hôtel Bristol                                                              |              | Beaulieu-sur-Mer         | Rue du Lieutenant-Colonelli (Lage)                                                           | PA00080662                                       | Inscrit                                          | 1978                                             |                                                  |                                                  |
| Villa de May                                                               |              | Beaulieu-sur-Mer         | Rue Charles II comte de Provence (Ex Avenue Edith Cavell prolongée) (Lage)                   | PA00080663                                       | Inscrit                                          | 1980                                             |                                                  |                                                  |
| Camp ligure du Mont des Mules                                              |              | Beausoleil               | Route de La Turbie (Lage)                                                                    | PA00080665                                       | Classé                                           | 1939                                             |                                                  |                                                  |
| Riviera Palace                                                             |              | Beausoleil               | Avenue du Professeur-Langevin Rue du Riviera-Palace (Lage)                                   | PA00080928                                       | Inscrit                                          | 1989                                             |                                                  |                                                  |
| Villa Juturne                                                              |              | Beausoleil               | 22 avenue du général de Gaulle (Lage)                                                        | PA06000052                                       | Inscrit                                          | 2018                                             |                                                  |                                                  |
| Chapelle des Pénitents blancs                                              |              | Beuil                    | Place de l'Église (Lage)                                                                     | PA00080666                                       | Inscrit                                          | 1984                                             |                                                  |                                                  |
| Tour de la Chèvre d’Or                                                     |              | Biot                     | (Lage)                                                                                       | PA00080669                                       | Classé                                           | 1943                                             |                                                  |                                                  |
| Église Sainte-Marie-Madeleine                                              |              | Biot                     | (Lage)                                                                                       | PA00080668                                       | Classé                                           | 1984                                             |                                                  |                                                  |
| Chapelle Saint-Roch                                                        |              | Biot                     | (Lage)                                                                                       | PA00080667                                       | Inscrit                                          | 1949                                             |                                                  |                                                  |
| Chapelle Notre-Dame-des-Monts                                              |              | Breil-sur-Roya           | Route de La Madone-du-Mont (Lage)                                                            | PA00080671                                       | Classé                                           | 1978                                             |                                                  |                                                  |
| Santa-Maria-in-Albis                                                       |              | Breil-sur-Roya           | Place Brancion (Lage)                                                                        | PA00080676                                       | Classé                                           | 1978                                             |                                                  |                                                  |
| Chapelle Sainte-Catherine Chapelle des Pénitents blancs Salle d’exposition |              | Breil-sur-Roya           | Place Biancheri (Lage)                                                                       | PA00080673                                       | Classé                                           | 1979                                             |                                                  |                                                  |
| Chapelle de la Miséricorde Chapelle des Pénitents noirs                    |              | Breil-sur-Roya           | Place Brancion (Lage)                                                                        | PA00080676                                       | Classé                                           | 1978                                             |                                                  |                                                  |
| Clocher Saint-Jean                                                         |              | Breil-sur-Roya           | (Lage)                                                                                       | PA00080674                                       | Inscrit                                          | 1935                                             |                                                  |                                                  |
| Chapelle Saint-Antoine-l’Ermite                                            |              | Breil-sur-Roya           | Ancienne route du sel venant de Vintimille (Lage)                                            | PA00080672                                       | Inscrit                                          | 1936                                             |                                                  |                                                  |
| Chapelle Notre-Dame-des-Grâces                                             |              | Breil-sur-Roya           | (Lage)                                                                                       | PA00080670                                       | Inscrit                                          | 1937                                             |                                                  |                                                  |
| Porte de Gênes                                                             |              | Breil-sur-Roya           | Ancienne route du sel venant de Vintimille (Lage)                                            | PA00080677                                       | Inscrit                                          | 1986                                             |                                                  |                                                  |
| Église Saint-Marc                                                          |              | Breil-sur-Roya           | Piène-Haute (Lage)                                                                           | PA00080675                                       | Inscrit                                          | 1987                                             |                                                  |                                                  |
| Chapelle Notre-Dame-de-la-Visitation Chapelle des Pénitents blancs         |              | Breil-sur-Roya           | Piène-Haute (Lage)                                                                           | PA00080963                                       | Inscrit                                          | 1992                                             |                                                  |                                                  |
| Chapelle Saint-Martin                                                      |              | Briançonnet              | (Lage)                                                                                       | PA00080678                                       | Inscrit                                          | 1936                                             |                                                  |                                                  |
| Chapelle de l’Annonciation                                                 |              | La Brigue                | Grand-Place (Lage)                                                                           | PA00080682                                       | Classé                                           | 1949                                             |                                                  |                                                  |
| Chapelle de l’Assomption                                                   |              | La Brigue                | Grand-Place (Lage)                                                                           | PA00080679                                       | Classé                                           | 1949                                             |                                                  |                                                  |
| Chapelle Saint-Michel                                                      |              | La Brigue                | Place de Nice (Lage)                                                                         | PA00080681                                       | Classé                                           | 1949                                             |                                                  |                                                  |
| Collégiale Saint-Martin                                                    |              | La Brigue                | Grand-Place (Lage)                                                                           | PA00080684                                       | Classé                                           | 1949                                             |                                                  |                                                  |
| Chapelle Notre-Dame-des-Fontaines                                          |              | La Brigue                | (Lage)                                                                                       | PA00080680                                       | Classé                                           | 1951                                             |                                                  |                                                  |
| Château des Seigneurs                                                      |              | La Brigue                | (Lage)                                                                                       | PA00080683                                       | Inscrit                                          | 1949                                             |                                                  |                                                  |
| Pont du Coq                                                                |              | La Brigue                | (Lage)                                                                                       | PA00080685                                       | Inscrit                                          | 1987                                             |                                                  |                                                  |
| Chapelle Notre-Dame-de-Protection                                          |              | Cagnes-sur-Mer           | (Lage)                                                                                       | PA00080686                                       | Classé                                           | 1939                                             |                                                  |                                                  |
| Château Grimaldi                                                           |              | Cagnes-sur-Mer           | (Lage)                                                                                       | PA00080687                                       | Classé                                           | 1948                                             |                                                  |                                                  |
| Domaine des Collettes                                                      |              | Cagnes-sur-Mer           | 19 chemin des Collettes (Lage)                                                               | PA06000001                                       | Classé                                           | 2001                                             |                                                  |                                                  |
|                                                                            |              | Cannes                   | siehe Liste der Monuments historiques in Cannes                                              | siehe Liste der Monuments historiques in Cannes  | siehe Liste der Monuments historiques in Cannes  | siehe Liste der Monuments historiques in Cannes  | siehe Liste der Monuments historiques in Cannes  | siehe Liste der Monuments historiques in Cannes  |
| Villa Le Bosquet                                                           |              | Le Cannet                | 29 avenue Victoria (Lage)                                                                    | PA00080700                                       | Classé                                           | 2007                                             |                                                  |                                                  |
| Église Sainte-Catherine                                                    |              | Le Cannet                | (Lage)                                                                                       | PA00080698                                       | Inscrit                                          | 1926                                             |                                                  |                                                  |
| Chapelle Notre-Dame-des-Anges                                              |              | Le Cannet                | (Lage)                                                                                       | PA00080697                                       | Inscrit                                          | 1941                                             |                                                  |                                                  |
| Tour des Danys                                                             |              | Le Cannet                | (Lage)                                                                                       | PA00080699                                       | Inscrit                                          | 1941                                             |                                                  |                                                  |
| Chapelle Saint-Sébastien                                                   |              | Castellar                | Dans le cimetière (Lage)                                                                     | PA00080701                                       | Inscrit                                          | 1925                                             |                                                  |                                                  |
| Abri Pendimoun                                                             |              | Castellar                | (Lage)                                                                                       | PA06000028                                       | Inscrit                                          | 2007                                             |                                                  |                                                  |
| Notre-Dame                                                                 |              | Châteauneuf-Grasse       | Chemin Notre-Dame-du-Brusc (Lage)                                                            | PA00080703                                       | Classé                                           | 1986                                             |                                                  |                                                  |
| Église Notre-Dame-de-l’Assomption                                          |              | Châteauneuf-Villevieille | (Lage)                                                                                       | PA00080702                                       | Inscrit                                          | 1928                                             |                                                  |                                                  |
| Chapelle Saint-Claude                                                      |              | Cipières                 | Route de Grasse (Lage)                                                                       | PA00080704                                       | Inscrit                                          | 1979                                             |                                                  |                                                  |
| Église Saint-Mayeul                                                        |              | Cipières                 | Rue de l'Église (Lage)                                                                       | PA00080705                                       | Inscrit                                          | 1989                                             |                                                  |                                                  |
| Chapelle Saint-Antoine                                                     |              | Clans                    | Route de la Tour (Lage)                                                                      | PA00080706                                       | Classé                                           | 1942                                             |                                                  |                                                  |
| Chapelle Saint-Michel                                                      |              | Clans                    | Chemin de Sainte-Anne (Lage)                                                                 | PA00080707                                       | Classé                                           | 2000                                             |                                                  |                                                  |
| Collégiale Sainte-Marie                                                    |              | Clans                    | (Lage)                                                                                       | PA00080708                                       | Classé                                           | 2000                                             |                                                  |                                                  |
| Chapelle Saint-Sébastien                                                   |              | Coaraze                  | Route du Jouncas (Lage)                                                                      | PA00080709                                       | Classé                                           | 2001                                             |                                                  |                                                  |
| Abbaye du Canadel                                                          |              | La Colle-sur-Loup        | Quartier du Canadel (Lage)                                                                   | PA00080710                                       | Inscrit                                          | 1927                                             |                                                  |                                                  |
| Château de Montfort                                                        |              | La Colle-sur-Loup        | (Lage)                                                                                       | PA00080711                                       | Inscrit                                          | 1969                                             |                                                  |                                                  |
| Fontaine de Contes                                                         |              | Contes                   | Place de l'Église (Lage)                                                                     | PA00080713                                       | Classé                                           | 1906                                             |                                                  |                                                  |
| Forge de Contes                                                            |              | Contes                   | Chemin du Martinet (Lage)                                                                    | PA00080714                                       | Classé Inscrit                                   | 1979 1992                                        |                                                  |                                                  |
| Église Sainte-Marie-Madeleine                                              |              | Contes                   | Place de l'Église (Lage)                                                                     | PA00080712                                       | Inscrit                                          | 1943                                             |                                                  |                                                  |
| Chapelle Saint-Michel                                                      |              | Coursegoules             | (Lage)                                                                                       | PA00080715                                       | Inscrit                                          | 1978                                             |                                                  |                                                  |
| Église Sainte-Marie-Madeleine                                              |              | Coursegoules             | (Lage)                                                                                       | PA00080716                                       | Inscrit                                          | 1982                                             |                                                  |                                                  |
| Chapelle Saint-Sébastien                                                   |              | Entraunes                | (Lage)                                                                                       | PA00080717                                       | Classé                                           | 1947                                             |                                                  |                                                  |
| Église Saint-Pierre-ès-Liens                                               |              | L’Escarène               | (Lage)                                                                                       | PA00080718                                       | Classé                                           | 1978                                             |                                                  |                                                  |
| Dolmen des Claps                                                           |              | Escragnolles             | (Lage)                                                                                       | PA00080719                                       | Classé                                           | 1921                                             |                                                  |                                                  |
| Église Notre-Dame-de-l'Assomption                                          |              | Èze                      | (Lage)                                                                                       | PA00080720                                       | Classé                                           | 1984                                             |                                                  |                                                  |
| Oppidum du Castellar                                                       |              | Èze                      | (Lage)                                                                                       | PA06000002                                       | Inscrit                                          | 1996                                             |                                                  |                                                  |
| Pyramide de Falicon                                                        |              | Falicon                  | La Bastide (Lage)                                                                            | PA06000029                                       | Inscrit                                          | 2007                                             |                                                  |                                                  |
| Église Notre-Dame-de-la-Visitation                                         |              | Fontan                   | (Lage)                                                                                       | PA00080721                                       | Classé                                           | 1949                                             |                                                  |                                                  |
| St-Sauveur                                                                 |              | Gars                     | (Lage)                                                                                       | PA00080723                                       | Inscrit                                          | 1936                                             |                                                  |                                                  |
| Chapelle Saint-Joseph                                                      |              | Gars                     | (Lage)                                                                                       | PA00080722                                       | Inscrit                                          | 1937                                             |                                                  |                                                  |
| Château de Gilette                                                         |              | Gilette                  | (Lage)                                                                                       | PA00080724                                       | Inscrit                                          | 1933                                             |                                                  |                                                  |
| Église Saint-Vincent                                                       |              | Gourdon                  | (Lage)                                                                                       | PA00080726                                       | Inscrit                                          | 1931                                             |                                                  |                                                  |
| Château de Gourdon                                                         |              | Gourdon                  | (Lage)                                                                                       | PA00080725                                       | Inscrit                                          | 1972                                             |                                                  |                                                  |
|                                                                            |              | Grasse                   | siehe Liste der Monuments historiques in Grasse                                              | siehe Liste der Monuments historiques in Grasse  | siehe Liste der Monuments historiques in Grasse  | siehe Liste der Monuments historiques in Grasse  | siehe Liste der Monuments historiques in Grasse  | siehe Liste der Monuments historiques in Grasse  |
| Chapelle Saint-Étienne                                                     |              | Gréolières               | Hautes-Gréolières (Lage)                                                                     | PA00080744                                       | Classé                                           | 1983                                             |                                                  |                                                  |
| Borne milliaire                                                            |              | Gréolières               | (Lage)                                                                                       | PA00080743                                       | Inscrit                                          | 1935                                             |                                                  |                                                  |
| Château de Gréolières                                                      |              | Gréolières               | (Lage)                                                                                       | PA00080745                                       | Inscrit                                          | 1976                                             |                                                  |                                                  |
| Église Saint-Pierre                                                        |              | Gréolières               | (Lage)                                                                                       | PA00080746                                       | Inscrit                                          | 1984                                             |                                                  |                                                  |
| Clocher roman                                                              |              | Isola                    | (Lage)                                                                                       | PA00080747                                       | Classé                                           | 1908                                             |                                                  |                                                  |
| Maison Gibert                                                              |              | Isola                    | (Lage)                                                                                       | PA00080748                                       | Inscrit                                          | 1942                                             |                                                  |                                                  |
| Abbaye de la Madone-des-Prés                                               |              | Levens                   | Chemin de la Madone (Lage)                                                                   | PA00080749                                       | Classé                                           | 1965                                             |                                                  |                                                  |
| Église Saint-Antonin                                                       |              | Levens                   | (Lage)                                                                                       | PA00080750                                       | Inscrit                                          | 1941                                             |                                                  |                                                  |
| Passage voûté de Levens                                                    |              | Levens                   | rue Anfossi (Lage)                                                                           | PA00080751                                       | Inscrit                                          | 1942                                             |                                                  |                                                  |
| Rempart                                                                    |              | Levens                   | (Lage)                                                                                       | PA00080752                                       | Inscrit                                          | 1942                                             |                                                  |                                                  |
| Église de la Nativité-de-Notre-Dame                                        |              | Lieuche                  | (Lage)                                                                                       | PA00080753                                       | Inscrit                                          | 1989                                             |                                                  |                                                  |
| Chapelle Saint-Grat                                                        |              | Lucéram                  | CD 2566, route de L’Escarène (Lage)                                                          | PA00080755                                       | Classé                                           | 1928                                             |                                                  |                                                  |
| Chapelle Notre-Dame-de-Bon-Cœur                                            |              | Lucéram                  | CD 2566, vers le col de Saint-Roch (Lage)                                                    | PA00080754                                       | Classé                                           | 1942                                             |                                                  |                                                  |
| Église Sainte-Marguerite                                                   |              | Lucéram                  | Rue de l'Église (Lage)                                                                       | PA00080757                                       | Classé                                           | 1983                                             |                                                  |                                                  |
| Rempart de Lucéram Château de Lucéram                                      |              | Lucéram                  | Place de Liera (Lage)                                                                        | PA00080756                                       | Inscrit                                          | 1927                                             |                                                  |                                                  |
| Maison Fenêtre géminée                                                     |              | Lucéram                  | 2 la Placette (Lage)                                                                         | PA00080758                                       | Inscrit                                          | 1932                                             |                                                  |                                                  |
| Chapelle Saint-Pierre                                                      |              | Lucéram                  | Place Honoré-Barralis (Lage)                                                                 | PA06000026                                       | Inscrit                                          | 2005                                             |                                                  |                                                  |
| Château de la Napoule                                                      |              | Mandelieu-la-Napoule     | (Lage)                                                                                       | PA00080773                                       | Inscrit                                          | 1947                                             |                                                  |                                                  |
| Église Notre-Dame                                                          |              | Le Mas                   | (Lage)                                                                                       | PA00080759                                       | Inscrit                                          | 1937                                             |                                                  |                                                  |
| St-Michel-Archange und chapelle de l’Immaculée-Conception                  |              | Menton                   | Place Saint-Michel (Lage)                                                                    | PA00080762                                       | Classé Inscrit                                   | 1947 1961                                        |                                                  |                                                  |
| Hôtel Adhémar de Lantagnac                                                 |              | Menton                   | 24 rue Saint-Michel Rue des Marins (Lage)                                                    | PA00080763                                       | Classé                                           | 1977                                             |                                                  |                                                  |
| Jardin des Romanciers                                                      |              | Menton                   | 6 avenue Blasco-Ibanez (Lage)                                                                | PA00080766                                       | Classé                                           | 1990                                             |                                                  |                                                  |
| Serre de la Madone                                                         |              | Menton                   | 74 route de Gorbio (Lage)                                                                    | PA00080768                                       | Classé                                           | 1990                                             |                                                  |                                                  |
| Domaine des Colombières                                                    |              | Menton                   | Route des Colombières (Lage)                                                                 | PA00080761                                       | Classé                                           | 1991                                             |                                                  |                                                  |
| Chapelle Saint-Jacques                                                     |              | Menton                   | 57 quai Laurent (Lage)                                                                       | PA00080760                                       | Inscrit                                          | 1948                                             |                                                  |                                                  |
| Palais Carnoles                                                            |              | Menton                   | Carnoles, R.N. 7 (Lage)                                                                      | PA00080767                                       | Inscrit                                          | 1969                                             |                                                  |                                                  |
| Hôtel Winter-Palace                                                        |              | Menton                   | 20B avenue Riviera (Lage)                                                                    | PA00080765                                       | Inscrit                                          | 1975                                             |                                                  |                                                  |
| Hôtel Riviera-Palace                                                       |              | Menton                   | 28 avenue Riviera (Lage)                                                                     | PA00080764                                       | Inscrit Inscrit                                  | 1979 2011                                        |                                                  |                                                  |
| Hôtel Pretti                                                               |              | Menton                   | 43-53 rue Longue 29-31 quai Bonaparte (Lage)                                                 | PA00080935                                       | Inscrit                                          | 1989                                             |                                                  |                                                  |
| Immeuble de la rue de la Marne                                             |              | Menton                   | 20 rue de la Marne-Maréchal-Joffre 19 rue Loredan-Larchey (Lage)                             | PA00080955                                       | Inscrit                                          | 1990                                             |                                                  |                                                  |
| Immeuble Glena                                                             |              | Menton                   | 2-4 rue Guyau Avenue du Général-Galliéni (Lage)                                              | PA00080936                                       | Inscrit                                          | 1990                                             |                                                  |                                                  |
| Maison de la rue Loredan-Larchey                                           |              | Menton                   | 15 rue Loredan-Larchey (Lage)                                                                | PA00080937                                       | Inscrit                                          | 1990                                             |                                                  |                                                  |
| Villa Les Mouettes                                                         |              | Menton                   | 8bis rue Guyau Escalier Léopold-Bernstamm (Lage)                                             | PA00080956                                       | Inscrit                                          | 1990                                             |                                                  |                                                  |
| Villa Tempe a païa                                                         |              | Menton                   | 187 route de Castellar (Lage)                                                                | PA00080938                                       | Inscrit                                          | 1990                                             |                                                  |                                                  |
| Château de Mouans                                                          |              | Mouans-Sartoux           | (Lage)                                                                                       | PA00080769                                       | Inscrit                                          | 1989                                             |                                                  |                                                  |
| Chapelle Notre-Dame-de-Vie                                                 |              | Mougins                  | (Lage)                                                                                       | PA00080770                                       | Inscrit                                          | 1927                                             |                                                  |                                                  |
| Chapelle Saint-Barthélémy                                                  |              | Mougins                  | (Lage)                                                                                       | PA00080771                                       | Inscrit                                          | 1941                                             |                                                  |                                                  |
| Rempart Porte Sarrazine                                                    |              | Mougins                  | (Lage)                                                                                       | PA00080772                                       | Inscrit                                          | 1942                                             |                                                  |                                                  |
|                                                                            |              | Nizza                    | siehe Liste der Monuments historiques in Nizza                                               | siehe Liste der Monuments historiques in Nizza   | siehe Liste der Monuments historiques in Nizza   | siehe Liste der Monuments historiques in Nizza   | siehe Liste der Monuments historiques in Nizza   | siehe Liste der Monuments historiques in Nizza   |
| Église Sainte-Marie-de-l'Assomption                                        |              | Peille                   | La Torre (Lage)                                                                              | PA00080812                                       | Inscrit                                          | 1925                                             |                                                  |                                                  |
| Place Lascaris                                                             |              | Peille                   | La Colle, place du Mont-Agel (ancienne place Lascaris) (Lage)                                | PA00080813                                       | Inscrit                                          | 1942                                             |                                                  |                                                  |
| Chapelle des Pénitents blancs                                              |              | Peillon                  | (Lage)                                                                                       | PA00080814                                       | Classé                                           | 2000                                             |                                                  |                                                  |
| Fontaine                                                                   |              | Peillon                  | (Lage)                                                                                       | PA00080815                                       | Inscrit                                          | 1941                                             |                                                  |                                                  |
| Église Saint-Arige-et-Saint-Vincent-de-Saragosse                           |              | Péone                    | rue de l'église (Lage)                                                                       | PA00080816                                       | Inscrit                                          | 1948                                             |                                                  |                                                  |
| Église Saint-Sébastien-Saint-Martin                                        |              | Pierrefeu                | (Lage)                                                                                       | PA00080817                                       | Inscrit                                          | 1968                                             |                                                  |                                                  |
| Église Notre-Dame-de-l'Assomption                                          |              | Puget-Théniers           | (Lage)                                                                                       | PA00080944                                       | Inscrit                                          | 1989                                             |                                                  |                                                  |
| Église Saint-Michel-de-Gast                                                |              | Roquebillière            | La Bourgade (Lage)                                                                           | PA00080818                                       | Classé                                           | 1994                                             |                                                  |                                                  |
| Mausolée de Lumone                                                         |              | Roquebrune-Cap-Martin    | Lumone (Lage)                                                                                | PA00080823                                       | Classé                                           | 1951                                             |                                                  |                                                  |
| Site corbuséen du Cap Martin                                               |              | Roquebrune-Cap-Martin    | Promenade Le-Corbusier (Lage)                                                                | PA00132719                                       | Classé Inscrit                                   | 1996 1994                                        |                                                  |                                                  |
| Villa E-1027                                                               |              | Roquebrune-Cap-Martin    | Massolin Promenade Le-Corbusier (Lage)                                                       | PA00080824                                       | Classé                                           | 2000                                             |                                                  |                                                  |
| Grotte du Vallonnet                                                        |              | Roquebrune-Cap-Martin    | Chemin de Menton (Lage)                                                                      | PA00080821                                       | Classé                                           | 2004                                             |                                                  |                                                  |
| Château des Grimaldi                                                       |              | Roquebrune-Cap-Martin    | (Lage)                                                                                       | PA00080819                                       | Inscrit                                          | 1927                                             |                                                  |                                                  |
| Monastère Saint-Martin                                                     |              | Roquebrune-Cap-Martin    | avenue du Sémaphore (Lage)                                                                   | PA00080822                                       | Inscrit                                          | 1970                                             |                                                  |                                                  |
| Villa Cypris                                                               |              | Roquebrune-Cap-Martin    | Avenue Douine (Lage)                                                                         | PA00080958                                       | Inscrit                                          | 1990                                             |                                                  |                                                  |
| Villa Torre Clementina                                                     |              | Roquebrune-Cap-Martin    | Cap-Martin-Dragonnière Avenue Impératrice-Eugénie (Lage)                                     | PA00080959                                       | Inscrit                                          | 1991                                             |                                                  |                                                  |
| Église Sainte-Arige                                                        |              | Roquestéron              | (Lage)                                                                                       | PA06000046                                       | Inscrit                                          | 2014                                             |                                                  |                                                  |
| Église Sainte-Pétronille                                                   |              | Roquestéron-Grasse       | (Lage)                                                                                       | PA00080825                                       | Inscrit                                          | 1942                                             |                                                  |                                                  |
| Canal de la Vésubie Siphon de Saint-Blaise                                 |              | La Roquette-sur-Var      | (Lage)                                                                                       | PA06000019                                       | Inscrit                                          | 2001                                             |                                                  |                                                  |
| Chapelle Saint-Sébastien                                                   |              | Roubion                  | Le Collet de la Forêt (Lage)                                                                 | PA00080826                                       | Classé                                           | 1948                                             |                                                  |                                                  |
| Château de Roubion                                                         |              | Roubion                  | (Lage)                                                                                       | PA00080827                                       | Inscrit                                          | 1941                                             |                                                  |                                                  |
| Chapelle Saint-Sébastien                                                   |              | Roure                    | (Lage)                                                                                       | PA00080828                                       | Classé                                           | 1989                                             |                                                  |                                                  |
| Église Saint-Laurent                                                       |              | Roure                    | (Lage)                                                                                       | PA00080829                                       | Inscrit                                          | 1987                                             |                                                  |                                                  |
| Château du Rouret                                                          |              | Le Rouret                | Le Vieux-Rouret (Lage)                                                                       | PA00080965                                       | Classé Inscrit                                   | 1994 1992                                        |                                                  |                                                  |
| Château de Saint-André                                                     |              | Saint-André              | (Lage)                                                                                       | PA00080830                                       | Classé Inscrit                                   | 1975                                             |                                                  |                                                  |
| Canal de la Vésubie Section des vallons de la Garde et de Costa Rasta      |              | Saint-Blaise             | (Lage)                                                                                       | PA06000021                                       | Inscrit                                          | 2001                                             |                                                  |                                                  |
| Canal de la Vésubie Siphon de Saint-Blaise                                 |              | Saint-Blaise             | (Lage)                                                                                       | PA06000020                                       | Inscrit                                          | 2001                                             |                                                  |                                                  |
| Dolmen de la Graou                                                         |              | Saint-Cézaire-sur-Siagne | (Lage)                                                                                       | PA00080832                                       | Classé                                           | 1889                                             |                                                  |                                                  |
| Dolmen de Lou Serre Dinguille                                              |              | Saint-Cézaire-sur-Siagne | (Lage)                                                                                       | PA00080833                                       | Classé                                           | 1889                                             |                                                  |                                                  |
| Chapelle Notre-Dame-de-Sardaigne                                           |              | Saint-Cézaire-sur-Siagne | Dans le cimetière (Lage)                                                                     | PA00080831                                       | Inscrit                                          | 1939                                             |                                                  |                                                  |
| Dolmen de Colbas 1                                                         |              | Saint-Cézaire-sur-Siagne | (Lage)                                                                                       | PA00080946                                       | Inscrit                                          | 1989                                             |                                                  |                                                  |
| Dolmen de Mauvans Sud und Tombe en blocs                                   |              | Saint-Cézaire-sur-Siagne | (Lage)                                                                                       | PA00080947                                       | Inscrit                                          | 1989                                             |                                                  |                                                  |
| Dolmen des Puades                                                          |              | Saint-Cézaire-sur-Siagne | (Lage)                                                                                       | PA00080945                                       | Inscrit                                          | 1989                                             |                                                  |                                                  |
| Chapelle Sainte-Marguerite                                                 |              | Saint-Dalmas-le-Selvage  | (Lage)                                                                                       | PA06000007                                       | Classé                                           | 2000                                             |                                                  |                                                  |
| Église Saint-Dalmas                                                        |              | Saint-Dalmas-le-Selvage  | (Lage)                                                                                       | PA00080834                                       | Inscrit                                          | 1988                                             |                                                  |                                                  |
| Église Saint-Étienne                                                       |              | Saint-Étienne-de-Tinée   | (Lage)                                                                                       | PA00080838                                       | Classé Inscrit                                   | 1908 1935                                        |                                                  |                                                  |
| Chapelle Saint-Érige                                                       |              | Saint-Étienne-de-Tinée   | (Lage)                                                                                       | PA00080837                                       | Classé                                           | 2000                                             |                                                  |                                                  |
| Chapelle Saint-Maur                                                        |              | Saint-Étienne-de-Tinée   | (Lage)                                                                                       | PA00080948                                       | Classé                                           | 2000                                             |                                                  |                                                  |
| Chapelle Saint-Sébastien                                                   |              | Saint-Étienne-de-Tinée   | (Lage)                                                                                       | PA00080949                                       | Classé                                           | 2000                                             |                                                  |                                                  |
| Ancien couvent des Trinitaires Collège Jean Franco                         |              | Saint-Étienne-de-Tinée   | (Lage)                                                                                       | PA00080835                                       | Classé Inscrit                                   | 2009 1948                                        |                                                  |                                                  |
| Maison de Sébastien Fabri                                                  |              | Saint-Étienne-de-Tinée   | 20 rue du Portalet (Lage)                                                                    | PA00135613                                       | Inscrit                                          | 1995                                             |                                                  |                                                  |
| Pilon d’Auron                                                              |              | Saint-Étienne-de-Tinée   | (Lage)                                                                                       | PA00080836                                       | Inscrit                                          | 1928                                             |                                                  |                                                  |
| Tour de St-Hospice Tour Génoise                                            |              | Saint-Jean-Cap-Ferrat    | Pointe de Saint-Hospice (Lage)                                                               | PA00080840                                       | Classé                                           | 1931                                             |                                                  |                                                  |
| Villa Ephrussi de Rothschild                                               |              | Saint-Jean-Cap-Ferrat    | Avenue Ephrussi-de-Rothschild (Lage)                                                         | PA00125706                                       | Classé                                           | 1996                                             |                                                  |                                                  |
| Villa La Ligne Droite                                                      |              | Saint-Jean-Cap-Ferrat    | Barratier 59 avenue Denis-Séméria (Lage)                                                     | PA06000016                                       | Classé                                           | 2001                                             |                                                  |                                                  |
| Phare du cap Ferrat                                                        |              | Saint-Jean-Cap-Ferrat    | 11 chemin du Phare (Lage)                                                                    | PA06000043                                       | Classé                                           | 2012                                             |                                                  |                                                  |
| St-Hospice                                                                 |              | Saint-Jean-Cap-Ferrat    | (Lage)                                                                                       | PA00080839                                       | Inscrit                                          | 1929                                             |                                                  |                                                  |
| Villa Santo Sospir                                                         |              | Saint-Jean-Cap-Ferrat    | 14 avenue Jean-Cocteau (Lage)                                                                | PA00135614                                       | Inscrit                                          | 1995 2007                                        |                                                  |                                                  |
| Église Saint-Martin                                                        |              | Saint-Martin-d’Entraunes | (Lage)                                                                                       | PA00080841                                       | Inscrit                                          | 1926                                             |                                                  |                                                  |
| Maison Gubernatis                                                          |              | Saint-Martin-Vésubie     | (Lage)                                                                                       | PA00080842                                       | Inscrit                                          | 1933                                             |                                                  |                                                  |
| Chapelle de la Miséricorde                                                 |              | Saint-Martin-Vésubie     | Place Vieille (Lage)                                                                         | PA06000004                                       | Inscrit                                          | 1997                                             |                                                  |                                                  |
| Chapelle Sainte-Croix                                                      |              | Saint-Martin-Vésubie     | Rue du Docteur-Cagnoli Place du Marché (Lage)                                                | PA06000005                                       | Inscrit                                          | 1997                                             |                                                  |                                                  |
| Église Notre-Dame-de-l'Assomption                                          |              | Saint-Martin-Vésubie     | Rue de l’Église (Lage)                                                                       | PA06000006                                       | Inscrit                                          | 1997                                             |                                                  |                                                  |
| Collégiale de la Conversion-de-Saint-Paul                                  |              | Saint-Paul-de-Vence      | (Lage)                                                                                       | PA00080844                                       | Classé                                           | 1921                                             |                                                  |                                                  |
| Tour de la mairie                                                          |              | Saint-Paul-de-Vence      | Mairie (Lage)                                                                                | PA00080848                                       | Classé                                           | 1922                                             |                                                  |                                                  |
| Remparts und cimetière                                                     |              | Saint-Paul-de-Vence      | (Lage)                                                                                       | PA00080847                                       | Classé                                           | 1945                                             |                                                  |                                                  |
| Porte de la ville                                                          |              | Saint-Paul-de-Vence      | (Lage)                                                                                       | PA00080846                                       | Inscrit                                          | 1926                                             |                                                  |                                                  |
| Arceau du Pontis                                                           |              | Saint-Paul-de-Vence      | Rue Grande (Lage)                                                                            | PA00080843                                       | Inscrit                                          | 1932                                             |                                                  |                                                  |
| Fontaine                                                                   |              | Saint-Paul-de-Vence      | Place de la Grande-Fontaine (Lage)                                                           | PA00080845                                       | Inscrit                                          | 1932                                             |                                                  |                                                  |
| Notre-Dame de la Gardette                                                  |              | Saint-Paul-de-Vence      | Chemin Sainte-Claire (Lage)                                                                  | PA00125707                                       | Inscrit                                          | 1993                                             |                                                  |                                                  |
| Église Saint-Michel                                                        |              | Saint-Sauveur-sur-Tinée  | (Lage)                                                                                       | PA00080849                                       | Inscrit                                          | 1939                                             |                                                  |                                                  |
| Castellaras de la Malle                                                    |              | Saint-Vallier-de-Thiey   | (Lage)                                                                                       | PA00080851                                       | Classé                                           | 1909                                             |                                                  |                                                  |
| Bastide d’Arbouin                                                          |              | Saint-Vallier-de-Thiey   | Les Arbouins (Lage)                                                                          | PA00080850                                       | Inscrit                                          | 1987                                             |                                                  |                                                  |
| Église de la Madone                                                        |              | Saorge                   | Avenue Pasteur (Lage)                                                                        | PA00080852                                       | Classé                                           | 1913                                             |                                                  |                                                  |
| Monastère de Saorge                                                        |              | Saorge                   | Camin de Repentia (Lage)                                                                     | PA00080855                                       | Classé                                           | 1917                                             |                                                  |                                                  |
| Plaques commémoratives                                                     |              | Saorge                   | CD 6204 (Lage)                                                                               | PA00080857                                       | Classé                                           | 1947                                             |                                                  |                                                  |
| Église Saint-Sauveur und chapelle Saint-Jacques des Pénitents blancs       |              | Saorge                   | Place de l’église (Lage)                                                                     | PA00080856                                       | Classé                                           | 1981                                             |                                                  |                                                  |
| Chapelle Saint-Claude des Pénitents noirs                                  |              | Saorge                   | Rue Louis-Perissol (Lage)                                                                    | PA00080853                                       | Inscrit                                          | 1974                                             |                                                  |                                                  |
| Chapelle Saint-Sébastien des Pénitents rouges                              |              | Saorge                   | Place Ciapagne (Lage)                                                                        | PA00080854                                       | Inscrit                                          | 1974                                             |                                                  |                                                  |
| Notre-Dame-d’Entrevignes                                                   |              | Sigale                   | CD 17, route de Roquestéron (Lage)                                                           | PA00080858                                       | Classé                                           | 1925                                             |                                                  |                                                  |
| Église Saint-Michel                                                        |              | Sigale                   | Place de l’Église (Lage)                                                                     | PA00080859                                       | Inscrit                                          | 1927                                             |                                                  |                                                  |
| Fontaine                                                                   |              | Sigale                   | Place de l'Église (Lage)                                                                     | PA00080860                                       | Inscrit                                          | 1927                                             |                                                  |                                                  |
| Vieux Pont                                                                 |              | Sospel                   | (Lage)                                                                                       | PA00080876                                       | Classé                                           | 1924                                             |                                                  |                                                  |
| Cocathédrale Saint-Michel                                                  |              | Sospel                   | Place Saint-Michel (Lage)                                                                    | PA00080864                                       | Classé                                           | 1951                                             |                                                  |                                                  |
| Fontaine du Cours                                                          |              | Sospel                   | Esplanade du Cours (Lage)                                                                    | PA00080868                                       | Inscrit                                          | 1931                                             |                                                  |                                                  |
| Hospice                                                                    |              | Sospel                   | Rue Auda (Lage)                                                                              | PA00080869                                       | Inscrit                                          | 1931                                             |                                                  |                                                  |
| Maison Linteau de porte du 15e siècle                                      |              | Sospel                   | 40 rue de la République (Lage)                                                               | PA00080871                                       | Inscrit                                          | 1931                                             |                                                  |                                                  |
| Château de Sospel                                                          |              | Sospel                   | (Lage)                                                                                       | PA00080863                                       | Inscrit                                          | 1933                                             |                                                  |                                                  |
| Fontaine de la Cabraïa                                                     |              | Sospel                   | Face à l’église (Lage)                                                                       | PA00080865                                       | Inscrit                                          | 1939                                             |                                                  |                                                  |
| Palais Ricci des Ferres Maison Romane                                      |              | Sospel                   | 11 place Saint-Michel (Lage)                                                                 | PA00080873                                       | Inscrit                                          | 1939                                             |                                                  |                                                  |
| Place Saint-Michel                                                         |              | Sospel                   | Place Saint-Michel (Lage)                                                                    | PA00080870                                       | Inscrit                                          | 1947                                             |                                                  |                                                  |
| Chapelle Sainte-Croix                                                      |              | Sospel                   | Place Sainte-Croix (Lage)                                                                    | PA00080862                                       | Inscrit                                          | 1949                                             |                                                  |                                                  |
| Fontaine Souta Loggia                                                      |              | Sospel                   | Place Saint-Nicolas (Lage)                                                                   | PA00080866                                       | Inscrit                                          | 1949                                             |                                                  |                                                  |
| Fontaine circulaire                                                        |              | Sospel                   | 32 rue de la République (Lage)                                                               | PA00080867                                       | Inscrit                                          | 1949                                             |                                                  |                                                  |
| Maison Gallis                                                              |              | Sospel                   | Rue de la République (Lage)                                                                  | PA00080872                                       | Inscrit                                          | 1949                                             |                                                  |                                                  |
| Maisons à arcades                                                          |              | Sospel                   | Place Saint-Nicolas (Lage)                                                                   | PA00080874                                       | Inscrit                                          | 1949                                             |                                                  |                                                  |
| Palais de la Gabelle                                                       |              | Sospel                   | Rue Saint-Pierre (Lage)                                                                      | PA00080875                                       | Inscrit                                          | 1949                                             |                                                  |                                                  |
| Chapelle de l’Immaculée-Conception des Pénitents gris                      |              | Sospel                   | Place Saint-Michel (Lage)                                                                    | PA00080861                                       | Inscrit                                          | 1952                                             |                                                  |                                                  |
| Collégiale Notre-Dame-de-l’Assomption                                      |              | Tende                    | (Lage)                                                                                       | PA00080880                                       | Classé                                           | 1949                                             |                                                  |                                                  |
| Chapelle de l’Annonciation Chapelle des Pénitents blancs                   |              | Tende                    | rue Cotta (Lage)                                                                             | PA00080877                                       | Classé                                           | 1950                                             |                                                  |                                                  |
| Chapelle de la Miséricorde Chapelle des Pénitents noirs                    |              | Tende                    | rue Cotta (Lage)                                                                             | PA00080878                                       | Classé                                           | 1950                                             |                                                  |                                                  |
| Gravures rupestres de la vallée des Merveilles                             |              | Tende                    | (Lage)                                                                                       | PA00080881                                       | Classé Inscrit                                   | 1989 1987                                        |                                                  |                                                  |
| Chapelle Saint-Sauveur                                                     |              | Tende                    | (Lage)                                                                                       | PA00080879                                       | Classé                                           | 2000                                             |                                                  |                                                  |
| Chapelle de l’Annonciade                                                   |              | Tende                    | 55 rue de France (Lage)                                                                      | PA06000014                                       | Classé                                           | 2003                                             |                                                  |                                                  |
| Villa Le Pas de Pique                                                      |              | Le Tignet                | 1285 chemin de la Voie-romaine (Lage)                                                        | PA06000027                                       | Inscrit                                          | 2006                                             |                                                  |                                                  |
| Chapelle Saint-Jean-Baptiste                                               |              | La Tour                  | (Lage)                                                                                       | PA00080883                                       | Classé                                           | 1943                                             |                                                  |                                                  |
| Église Saint-Martin                                                        |              | La Tour                  | Grandplace (Lage)                                                                            | PA00080884                                       | Classé                                           | 1943                                             |                                                  |                                                  |
| Chapelle des Pénitents blancs                                              |              | La Tour                  | La Casette (Lage)                                                                            | PA00080882                                       | Classé                                           | 1944                                             |                                                  |                                                  |
| Maison Olivari Maison dite des Templiers                                   |              | La Tour                  | à côté de l'église (Lage)                                                                    | PA00080885                                       | Inscrit                                          | 1927                                             |                                                  |                                                  |
| Château de Tourrette-Levens                                                |              | Tourrette-Levens         | (Lage)                                                                                       | PA00080886                                       | Inscrit                                          | 1937                                             |                                                  |                                                  |
| Église Sainte-Rosalie                                                      |              | Tourrette-Levens         | (Lage)                                                                                       | PA00080887                                       | Inscrit                                          | 1937                                             |                                                  |                                                  |
| Maison Gaudet                                                              |              | Tourrettes-sur-Loup      | Le Rouréou, 671 route du Caire (Lage)                                                        | PA06000008                                       | Inscrit                                          | 1998                                             |                                                  |                                                  |
| Observatoire de Nice                                                       |              | La Trinité               | (Lage)                                                                                       | PA00080971                                       | Classé Inscrit                                   | 1994 1992                                        |                                                  |                                                  |
| Sanctuaire de Laghet                                                       |              | La Trinité               | (Lage)                                                                                       | PA00080888                                       | Inscrit                                          | 1931                                             |                                                  |                                                  |
| Église de la Très-Sainte-Trinité                                           |              | La Trinité               | Place Don-Jacques-Fighiéra (Lage)                                                            | PA06000025                                       | Inscrit                                          | 2004                                             |                                                  |                                                  |
| Trophée des Alpes                                                          |              | La Turbie                | (Lage)                                                                                       | PA00080897                                       | Classé                                           | 1865                                             |                                                  |                                                  |
| Voie romaine                                                               |              | La Turbie                | Languessa Saint-Pierre Peiralonga                                                            | PA00080898                                       | Classé                                           | 1922                                             |                                                  |                                                  |
| Église Saint-Michel                                                        |              | La Turbie                | (Lage)                                                                                       | PA00080891                                       | Classé                                           | 1938                                             |                                                  |                                                  |
| Fontaine Carolo Felicerege                                                 |              | La Turbie                | rue de la fontaine (Lage)                                                                    | PA00080893                                       | Classé                                           | 1943                                             |                                                  |                                                  |
| Carrière romaine du Mont Justicier                                         |              | La Turbie                | chemin des carrières romaines (Lage)                                                         | PA00080890                                       | Classé                                           | 1944                                             |                                                  |                                                  |
| Gibet du Mont Justicier                                                    |              | La Turbie                | (Lage)                                                                                       | PA00080890                                       | Classé                                           | 1944                                             |                                                  |                                                  |
| Enceinte                                                                   |              | La Turbie                | Place Saint Jean Place de l'Église Rue Capouane                                              | PA00080892                                       | Classé Inscrit Classé Inscrit                    | 1944 1927 1953                                   |                                                  |                                                  |
| Borne de Napoléon Ier                                                      |              | La Turbie                | Route de la Corniche (Grande Corniche), en direction de Nice. Probablement détruite en 1968. | PA00080889                                       | Inscrit                                          | 1926                                             |                                                  |                                                  |
| Maison Fenêtre du 13e siècle                                               |              | La Turbie                | Rue Droite Rue de l’Empereur-Auguste (Lage)                                                  | PA00080896                                       | Inscrit                                          | 1928                                             |                                                  |                                                  |
| Immeuble de la rue des Poilus                                              |              | La Turbie                | Rue des Poilus (Lage)                                                                        | PA00080895                                       | Inscrit                                          | 1953                                             |                                                  |                                                  |
| Immeuble de la rue Durandy                                                 |              | La Turbie                | Rue Dominique-Durandy (Lage)                                                                 | PA00080894                                       | Inscrit                                          | 1953                                             |                                                  |                                                  |
| Église Saint-Véran                                                         |              | Utelle                   | (Lage)                                                                                       | PA00080900                                       | Classé                                           | 1963                                             |                                                  |                                                  |
| Chapelle des Pénitents blancs                                              |              | Utelle                   | (Lage)                                                                                       | PA00080899                                       | Classé                                           | 1979                                             |                                                  |                                                  |
| Canal de la Vésubie Prise d'eau de Saint-Jean-la-Rivière                   |              | Utelle                   | Pont de Saint-Jean-la-Rivière (Lage)                                                         | PA06000022                                       | Inscrit                                          | 2001                                             |                                                  |                                                  |
| Abbaye de Valbonne                                                         |              | Valbonne                 | (Lage)                                                                                       | PA00080901                                       | Classé                                           | 1984                                             |                                                  |                                                  |
| Aqueduc de Clausonnes                                                      |              | Valbonne                 | (Lage)                                                                                       | PA00080902                                       | Inscrit                                          | 1936                                             |                                                  |                                                  |
| Place des Arcades                                                          |              | Valbonne                 | Place des Arcades Rue Eugène-Giraud Rue Pontis Rue des Arcades Rue Grande (Lage)             | PA00080966                                       | Inscrit                                          | 1992                                             |                                                  |                                                  |
| Domaine des Trois Moulins de la Valmasque                                  |              | Valbonne                 | 598 chemin des Trois-Moulins 1283A route du Parc (Lage)                                      | PA06000041                                       | Inscrit                                          | 2010                                             |                                                  |                                                  |
| Église de l’Invention-de-la-Sainte-Croix                                   |              | Valdeblore               | Place de l’église Saint-Dalmas (Lage)                                                        | PA00080903                                       | Classé                                           | 1943                                             |                                                  |                                                  |
| Église Saint-Jacques-le-Majeur                                             |              | Valdeblore               | La Bolline (Lage)                                                                            | PA00080904                                       | Inscrit                                          | 1932                                             |                                                  |                                                  |
| Chapelle Saint-Léonce                                                      |              | Valderoure               | chemin Saint-Léonce (Lage)                                                                   | PA00080905                                       | Inscrit                                          | 1947                                             |                                                  |                                                  |
| Colonne commémorative du débarquement de Napoléon                          |              | Vallauris                | (Lage)                                                                                       | PA00080907                                       | Classé                                           | 1913 1932                                        |                                                  |                                                  |
| Château de Vallauris Musée Picasso                                         |              | Vallauris                | (Lage)                                                                                       | PA00080906                                       | Classé Inscrit                                   | 1951                                             |                                                  |                                                  |
| Oppidum des Encourdoules                                                   |              | Vallauris                | Les Encourdoules Chèvre d'Or (Lage)                                                          | PA00080908                                       | Inscrit                                          | 1978                                             |                                                  |                                                  |
| Oppidum du Mont-Pezou                                                      |              | Vallauris                | Le Pezou (Lage)                                                                              | PA00080908                                       | Inscrit                                          | 1983                                             |                                                  |                                                  |
| Domaine des Trois Moulins de la Valmasque                                  |              | Vallauris                | 598 chemin des Trois-Moulins 1283A route du Parc (Lage)                                      | PA06000042                                       | Inscrit                                          | 2010                                             |                                                  |                                                  |
| Phare de Vallauris                                                         |              | Vallauris                | 1068 boulevard des Horizons (Lage)                                                           | PA06000044                                       | Inscrit                                          | 2012                                             |                                                  |                                                  |
| Chapelle Saint-Sébastien                                                   |              | Venanson                 | (Lage)                                                                                       | PA00080950                                       | Classé                                           | 2000                                             |                                                  |                                                  |
| Colonnes romaines de Vence                                                 |              | Vence                    | Place du Grand-Jardin Place Godeau (Lage)                                                    | PA00080914                                       | Classé                                           | 1886                                             |                                                  |                                                  |
| Fontaine du Peyra Fontaine de Vence                                        |              | Vence                    | Place du Peyra (Lage)                                                                        | PA00080917                                       | Classé                                           | 1920                                             |                                                  |                                                  |
| Cathédrale de la Nativité-de-Notre-Dame                                    |              | Vence                    | place Clémenceau (Lage)                                                                      | PA00080910                                       | Classé                                           | 1944                                             |                                                  |                                                  |
| Chapelle des Pénitents blancs                                              |              | Vence                    | avenue Foch Avenue Henri-Isnard (Lage)                                                       | PA00080912                                       | Classé                                           | 1944                                             |                                                  |                                                  |
| Chapelle Sainte-Élisabeth                                                  |              | Vence                    | Route de Cagnes (Lage)                                                                       | PA00080913                                       | Inscrit                                          | 1927                                             |                                                  |                                                  |
| Commanderie de Saint-Martin (Vence)                                        |              | Vence                    | Domaine du château Saint-Martin 2490 Avenue des Tempiers (Lage)                              | PA00080915                                       | Inscrit                                          | 1927                                             |                                                  |                                                  |
| Remparts Porte du Signadour, portail Levis                                 |              | Vence                    | rue du docteur-Binet boulevard Paul-André (Lage)                                             | PA00080918                                       | Inscrit                                          | 1932 1936                                        |                                                  |                                                  |
| Fontaine de la Foux Fontaine Basse                                         |              | Vence                    | Avenue Marcellin-Maurel (Lage)                                                               | PA00080916                                       | Inscrit                                          | 1948                                             |                                                  |                                                  |
| Chapelle du Rosaire                                                        |              | Vence                    | 466 avenue Henri-Matisse (Lage)                                                              | PA00080911                                       | Inscrit                                          | 1965                                             |                                                  |                                                  |
| Six chapelles du chemin du Calvaire                                        |              | Vence                    | Chemin du Calvaire (Lage)                                                                    | PA00080951                                       | Inscrit                                          | 1989                                             |                                                  |                                                  |
| École Freinet                                                              |              | Vence                    | 1133 chemin Célestin-Freinet (Lage)                                                          | PA06000017                                       | Inscrit                                          | 2001                                             |                                                  |                                                  |
| Église Saint-Jean-Baptiste                                                 |              | Villars-sur-Var          | Place de l'Église (Lage)                                                                     | PA00080919                                       | Inscrit                                          | 1983                                             |                                                  |                                                  |
| Citadelle Saint-Elme                                                       |              | Villefranche-sur-Mer     | (Lage)                                                                                       | PA00080920                                       | Classé                                           | 1968                                             |                                                  |                                                  |
| Église Saint-Michel                                                        |              | Villefranche-sur-Mer     | (Lage)                                                                                       | PA00080921                                       | Classé                                           | 1990                                             |                                                  |                                                  |
| Chapelle Saint-Pierre                                                      |              | Villefranche-sur-Mer     | Quai Courbet (Lage)                                                                          | PA00135615                                       | Classé                                           | 1996                                             |                                                  |                                                  |
| Rue Obscure                                                                |              | Villefranche-sur-Mer     | Rue Obscure, vieille ville (Lage)                                                            | PA00080922                                       | Inscrit                                          | 1932                                             |                                                  |                                                  |
| Le Bastionnet, portion des remparts                                        |              | Villefranche-sur-Mer     | La Gardiola (Lage)                                                                           | PA00080923                                       | Inscrit                                          | 1959                                             |                                                  |                                                  |
| Torre Vecchia et remparts                                                  |              | Villefranche-sur-Mer     | 28 avenue Georges-Clémenceau (Lage)                                                          | PA00080924                                       | Inscrit                                          | 1977                                             |                                                  |                                                  |
| Port de la Darse                                                           |              | Villefranche-sur-Mer     | (Lage)                                                                                       | PA00080960                                       | Inscrit                                          | 1991                                             |                                                  |                                                  |
| Manoir de Vaugrenier                                                       |              | Villeneuve-Loubet        | Chemin de Vaugrenier (Lage)                                                                  | PA00080952                                       | Classé                                           | 1992                                             |                                                  |                                                  |
| Château de Villeneuve                                                      |              | Villeneuve-Loubet        | (Lage)                                                                                       | PA00080925                                       | Inscrit                                          | 1986                                             |                                                  |                                                  |
| Tour de la Madone                                                          |              | Villeneuve-Loubet        | Le Jas de Madame (Lage)                                                                      | PA00080953                                       | Inscrit                                          | 1989                                             |                                                  |                                                  |

## Belege
1. ↑  Patrimoine et architecture - Chiffres clés 2013. (PDF) Ministère de la Culture et de la Communication, abgerufen am 17. März 2014 (französisch).
2. ↑  Liste des immeubles protégés au titre des monuments historiques en 2014 (JORF n° 0146 du 26 juin 2015 page 10778) sur Légifrance, consulté le 4 juillet 2015.
3. 1 2  Monument protégé en 2012. Source : Liste des immeubles protégés au titre des monuments historiques en 2012.
4. ↑  D'après guide-paca.com (Memento des Originals vom 5. Januar 2009 im Internet Archive)  Info: Der Archivlink wurde automatisch eingesetzt und noch nicht geprüft. Bitte prüfe Original- und Archivlink gemäß Anleitung und entferne dann diesen Hinweis..